# Каверзнев, Афанасий Аввакумович
Афана́сий Авваку́мович Ка́верзнев (1748 — ?) — русский учёный-эволюционист.
Выступал с прогрессивными взглядами на изменчивость организмов, разрабатывая проблему развития животных. Имел экологическую точку зрения на вопрос об изменении животных, высказывая взгляды очень близкие к признанию эволюции живого.

## Диссертация «О перерождении животных»
В 1775 году опубликовал на немецком языке диссертацию «О перерождении животных», известную также как «Философские рассуждения о перерождении животных», в которой на основании изучения домашних и диких животных сделал вывод, что единственным источником изменчивости животных является прямое влияние на них условий внешней среды, организмы всегда связаны с особенностями земной поверхности. Главное значение придавал прямому влиянию «образа питания», климатических факторов, одомашнивания, скрещивания, а также приручения животных. Ставя под сомнение религиозные взгляды о сотворении мира и живых организмов, предложил рассматривать происхождение видов один от другого, так как между ними существует родство — близкое или далекое. Многообразие животного мира и его развитие пытался объяснить тем, что индивидуальные изменения, возникшие вследствие естественных причин, усиливаются от поколения к поколению и приводят к образованию новых форм животных. Каверзнев считал, что домашние животные произошли от диких предков, поставил вопрос о происхождении видов один от другого и об их родстве. Свои рассуждения А. Каверзнев подтверждал примерами из практики человека по выведению пород животных. «Тщательно изучив и приметив части тела всех животных и сравнив их друг с другом, — писал он, — надо будет само собой признать, что все животные происходят от одного ствола». Этот труд Каверзнева до 40-х гг. XX в. оставался забытым, а сам он умер в неизвестности. «Заново» открыл первого русского эволюциониста историк естествознания Б. Е. Райков.